# 운암고등학교 (대구)
운암고등학교(雲岩高等學校)는 대한민국 대구광역시 북구 구암동에 위치한 공립 고등학교이다.

## 학교 연혁
- 2002년 2월 7일 : 준공(교실 35, 특별교실 19, 관리실 19, 홈베이스 6, 강당 1, 시청각실 1)
- 2002년 3월 1일 : 초대 김정탁 교장 취임
- 2002년 3월 4일 : 제1회 입학식(13학급, 남 8학급, 여 5학급)
- 2004년 12월 30일 : 교육활동 유공학교 표창
- 2005년 2월 15일 : 제1회 졸업식(459명 졸업, 남 278명, 여 181명)
- 2007년 12월 26일 : 창의적인 글쓰기(논술) 교육 및 특별활동 우수교 교육감 표창
- 2008년 12월 24일 : 창의적인 글쓰기(논술) 교육 우수학교(2년 연속), 교내 자율장학 우수학교 교육감상
- 2008년 12월 30일 : 과학·환경교육 우수학교 교육감상
- 2009년 12월 24일 : 2009 고등학교 학교평가 종합 우수학교 교육감 표창
- 2009년 12월 30일 : 과학ㆍ환경교육 우수학교(2년 연속) 교육감상
- 2010년 2월 5일 : 학력향상 우수학년(2, 3학년) 및 수리 영역 우수학교 교육감상
- 2010년 12월 29일 : 대구광역시교육청 영어교육모델 창의경영학교 운영
- 2012년 1월 18일 : 2011 일반계 고등학교 학력향상 우수학교(교과, 학년) 선정
- 2012년 10월 17일 : 제93회 전국체육대회 고등부 볼링 개인전 은메달, 5인조 은메달, 3인조 동메달
- 2013년 3월 3일 : 영어교육모델 창의경영학교 운영
- 2013년 12월 27일 : 2013 교육활동 유공학교 표창(장학활동)
- 2014년 10월 27일 : 제95회 전국체육대회 고등부 볼링 5인조 금메달, 3인조 은메달
- 2015년 3월 1일 : 선진형 교과교실제학교 운영
- 2015년 3월 1일 : 교육국제화특구 글로벌 창의모델학교 운영(2015~2018)
- 2015년 8월 6일 : 제30회 대통령기 전국 남·여 볼링대회 개인전 1위
- 2016년 3월 31일 : 2016 행복드림학교 운영
- 2016년 10월 29일 : 고등학교 과학탐구 전국대회 동상 수상
- 2016년 12월 19일 : 2016 과학경진대회 종합성적 우수학교 선정
- 2017년 12월 12일 : 2018 대학수학능력시험 만점자 배출(강OO)
- 2017년 12월 15일 : 학교폭력 제로학교 교육감 표창
- 2017년 12월 31일 : 교육국제화특구 글로벌 창의모델연구학교 우수 운영학교 선정
- 2018년 10월 19일 : 제99회 전국체육대회 볼링 5인조 은메달 수상
- 2018년 11월 29일 : 2018 교육활동 유공학교 표창
- 2018년 12월 17일 : 2018 임해수련과정 우수학교 교육감상(최우수)
- 2019년 3월 1일 : 글로벌 창의미래학교 운영(2019~2022)
- 2019년 3월 10일 : 939회 ‘KBS 도전! 골든벨’ 우승(2학년 송O)
- 2019년 7월 26일 : 제34회 대통령기 전국볼링대회 남고부 종합우승(개인전·5인조 금, 개인종합 은·동)
- 2019년 9월 1일 : 제8대 장재화 교장 취임
- 2019년 10월 18일 : 2019 인문학 독서나눔 한마당 교육감상 수상
- 2019년 12월 29일 : 2019 KBS 도전! 골든벨 왕중왕전 최종 우승 및 5위 입상(송O, 박OO)
- 2020년 2월 6일 : 제16회 졸업(10학급, 남120명, 여189명, 누계 6,283명)
- 2020년 3월 2일 : 제19회 입학(9학급 252명, 남114명, 여138명)
- 2020년 8월 24일 : 제31회 문화체육장관기 볼링대회 개인전 2위, 2인조 1위, 단체 종합 3위
- 2020년 11월 8일 : 제34회 대한볼링협회장배 전국남겨 학생볼링경기대회 2인조 1위
- 2020년 12월 15일 : 2020년 학교폭력예방 우수학교 선정
- 2021년 1월 5일 : 제17회 졸업(9학급, 남115명, 여140명, 누계 6,538명)
- 2021년 3월 1일 : 수학나눔학교 운영
- 2021년 3월 2일 : 제20회 입학(9학급 243명, 남105명, 여138명)
- 2021년 10월 14일 : 제102회 전국체육대회 볼링 개인전 금메달
- 2021년 12월 10일 : 2021 교육활동 유공학교 표창
- 2022년 1월 28일 : 제18회 졸업(9학급, 남125명, 여147명, 누계 6,810명)
- 2022년 3월 1일 : 고교학점제 선도학교 운영(2022.03.01.~2023.2.28.)
- 2022년 3월 2일 : 제21회 입학(8학급 230명, 남 116명, 여114명)
- 2022년 6월 7일 : 제27회 대구광역시장기 전국남녀볼링대회 5인조·마스터즈 1위, 3인조 2위
- 2023년 1월 18일 : 제19회 졸업식(9학급 259명(남 117명, 여 142명), 누계 7,069명)
- 2023년 3월 1일 : 제9대 유경아 교장선생님 취임
- 2023년 3월 2일 : 제22회 입학식(9학급 254명(남 112명, 여 142명))
- 2023년 5월 4일 : 제38회 대통령기 전국볼링대회 만18세 이하부 개인종합 2위
- 2024년 1월 31일 : 제20회 졸업식(9학급 246명, 누계 7,315명)
- 2024년 3월 4일 : 제23회 입학식(8학급 211명, 남 106명, 여 105명)
- 2024년 3월 4일 : 수학나눔학교, 국제 바칼로레아(IB) 기초학교, 교육국제화특구 교육국제화 선도학교 운영
- 2024년 9월 1일 : 제10대 김윤경 교장 선생님 취임
- 2024년 10월 16일 : IB 관심학교 등록
- 2024년 11월 19일 : 제105회 전국체육대회 볼링 2인조 동메달
- 2025년 2월 6일 : 제21회 졸업식(8학급 225명, 누계 7,540명)
- 2025년 3월 4일 : 제23회 입학식(7학급 194명, 남 80명 여 114명)

## 참고 자료
- 운암고등학교 - 한국교육학술정보원 학교알리미